# Martell (Südtirol)
Martell ([marˈtɛl]; italienisch Martello) ist eine italienische Gemeinde mit 840 Einwohnern (Stand 31. Dezember 2023) in Südtirol. Sie liegt in dem von der Plima durchflossenen Martelltal, einem Seitental des Vinschgaus.

## Geografie

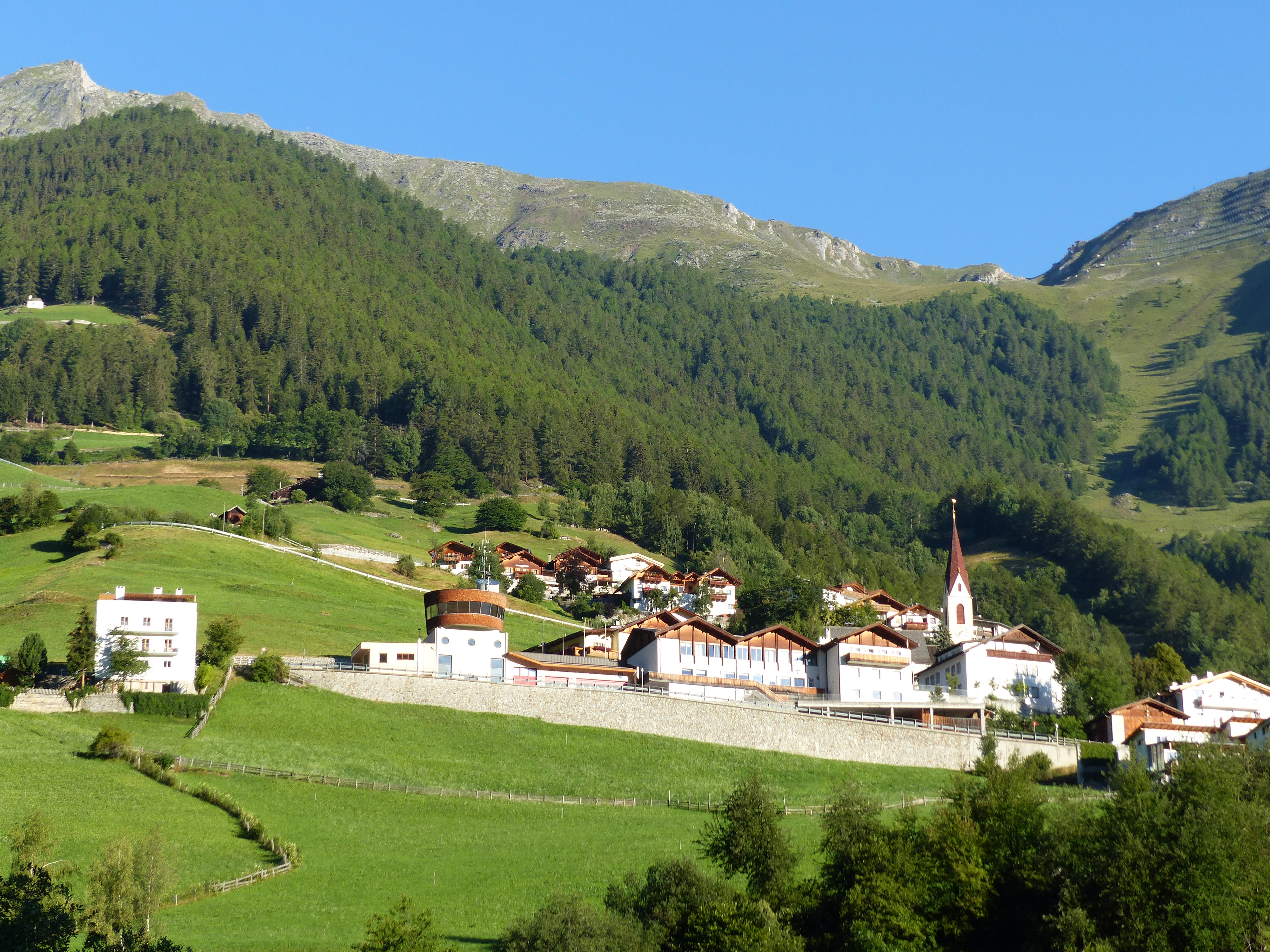
Martell Dorf

Die Gemeinde Martell befindet sich im von der Plima durchflossenen Martelltal, einem Seitental des Vinschgaus. Sie umfasst dabei nahezu das gesamte Tal (nur der Taleingangsbereich gehört zur Nachbargemeinde Latsch) sowie die umliegenden Berggebiete. Die Siedlungspunkte liegen mehrheitlich auf der orographisch linken Seite des in südwestliche Richtung streichenden Tals. Martell besteht aus sechs Fraktionen:
- Ennewasser
- Gand
- Hintermartell
- Meiern
- Sonnenberg
- Waldberg

Zu Meiern gehört auch das Dorf oder Thal genannte Gemeindezentrum (1312 m) mit Rathaus, Volksschule, Kindergarten und Kirche.
Umgeben ist das Martelltal von zahlreichen Dreitausendern der Ortler-Alpen, im Westen den Laaser Bergen, im Süden über dem Talschluss dem Ortler-Hauptkamm und im Osten dem Zufrittkamm zugerechnet. Ihren höchsten Punkt findet die Gemeinde am Hauptkamm an der Südlichen Zufallspitze (3757 m), wo Martell an das Trentino und die Lombardei (Provinz Sondrio) grenzt. Westseitig in den Laaser Bergen sind die Mittlere Pederspitze (3462 m) und die Schildspitze (3461 m) als bedeutende Gipfel zu nennen, ostseitig im Zufrittkamm die Veneziaspitzen (3386 m) und die Zufrittspitze (3439 m).
Das gesamte Gemeindegebiet ist im Nationalpark Stilfserjoch unter Schutz gestellt.

## Geschichte
Abgesehen von den sagenumwobenen Impulsen, die diesbezüglich vom 2498 m hoch gelegenen „Klösterle“ (vermutlich ein ehemaliges Hospiz oberhalb der Zufallhütte gelegen) ausgegangen sein sollen, ist anzunehmen, dass die Besiedlung von Martell erst ab dem 11. Jahrhundert im Zuge der „hochmittelalterlichen Höhenkolonisation“ von den gräflichen Grundherrschaften planmäßig vorangetrieben wurde. Eine Beurkundung von 15 Höfen ist um 1228 dokumentiert. Die erste urkundliche Erwähnung des Namens stammt von 1280. Die Frühmesserchronik weiß zu berichten, dass um 1340 bereits eine Gemeinde Martell existierte (comunitas hominum de Martelle). Diese Art der Besiedlung hatte zur Folge, dass bisher nur saisonal oder sporadisch benutzte Almgebiete in ganzjährig bewohnte Schwaighöfe umgewandelt wurden. Die Bauern, die sich diese schwere Rodungstätigkeit aufhalsten, wurden dafür mit dem Erbbaurecht belohnt. Damit wurde die im Hochmittelalter einsetzende Bevölkerungszunahme gewissermaßen gesteuert und übervölkerte Zonen entlastet. Der Hofname „Greit“ lässt sich in seiner Bedeutung auf eine solche Rodung zurückführen. Kirchlich gehörte Martell seit dem Frühmittelalter zur Diözese Chur, ehe es im 19. Jahrhundert zur Diözese Brixen geschlagen wurde und heute Teil der Diözese Bozen-Brixen ist. In einer Urkunde von 1362 wird das Gebiet mit „in Valle Venusta in dyocesi Curiensi in loco dicto in Martel“ präzise lokalisiert.
1448 ist erstmals belegt, dass im Hintermartell Eisen, Kupfer und Silber abgebaut wurde. 1711 wurde die Kapelle St. Maria in der Schmelz für die Bergleute errichtet.
Siedlungsschübe hat es nach Entvölkerungen in Pestzeiten wieder gegeben sowie ab dem 15. Jahrhundert durch Bergknappen, die anfänglich privat, also „wild“, leichter zugängliche und ergiebigere Lagerstätten ausbeuteten. Um 1650 holten die Grafen Hendl fachmännisch gut ausgebildete Knappen aus Schwaz. Nicht alle Bergknappen verließen nach Auflassen der Schürftätigkeiten um 1800 Martell. Sie blieben als verarmte und von den Bauern in vielerlei Weise boykottierte Kleinhäusler in der Gand (in den Söldhäusern) und verdienten sich durch handwerkliche Tätigkeiten wie Korbflechten, Drechseln oder als Fassbinder neben den unregelmäßigen Arbeiten auf den Bauernhöfen ein Zubrot. 1427 existierten in Martell 50 Feuerstellen (Haushalte). 1847 überstieg die Einwohnerzahl das erste Mal die Tausender-Marke.
Am Talschluss steht das unter dem Faschismus erbaute, heute verfallene Hotel Paradiso.

## Ortsname
Das Toponym ist erstmals im Jahr 1280 als Martel belegt. Die Etymologie ist unklar, eventuell ist der Name Martell zu jenem der Ortschaft Morter am Talausgang zu stellen. Vorgeschlagen wurden Ableitungen von lateinisch martellum ‚Hammerwerk‘, lateinisch murtella ‚Heidelbeere‘, von einem Personennamen Martel oder von einem vorrömischen Wort marra ‚Geröll/Steinhaufen‘.

## Politik
Bürgermeister seit 1952:
- Alois Holzknecht: 1952–1965
- Heinrich Janser: 1965–1971
- Gottfried Stricker: 1971–1974
- Erwin Altstätter: 1974–1995
- Erich Grassl: 1995–2000
- Peter Gamper: 2000–2010
- Georg Altstätter: seit 2010

## Bevölkerung
Martell ist gemäß den erhobenen Sprachgruppenzugehörigkeitserklärungen bzw. Sprachgruppenzuordnungserklärungen eine weitgehend deutschsprachige Gemeinde. Als Berechnungsgrundlage der folgenden Prozentwerte wurden die gültigen Erklärungen von Personen mit italienischer Staatsbürgerschaft herangezogen.
| Sprache     | 1981    | 1991    | 2001    | 2011   | 2024    |
| ----------- | ------- | ------- | ------- | ------ | ------- |
| Deutsch     | 99,44 % | 99,38 % | 99,38 % | 100 %  | 99,12 % |
| Italienisch | 0,56 %  | 0,62 %  | 0,70 %  | 0,00 % | 0,88 %  |
| Ladinisch   | 0,00 %  | 0,00 %  | 0,00 %  | 0,00 % | 0,00 %  |

## Bildung
In Martell gibt es eine Grundschule für die deutsche Sprachgruppe.

## Wirtschaft
Martell ist wirtschaftlich in erster Linie von der Milchviehhaltung geprägt. Bekanntheit erlangte jedoch auch die Erdbeerproduktion mit Anbauflächen von 900 bis auf 1800 m Höhe. Sie werden zur Genossenschaft M.E.G. geliefert. Auch andere Beeren und Gemüsesorten werden dorthin geliefert. Die Höhe erlaubt späte Ernten, wenn andernorts die Saison bereits zu Ende ist.
Im Zufrittsee wird die Plima zur Stromerzeugung gestaut.

## Sport
Am oberen Ende des Martelltals befindet sich auf dem Gebiet der Gemeinde das Biathlonzentrum Martelltal, in dem jährlich Biathlonwettkämpfe ausgetragen werden.

## Persönlichkeiten
- Gregor Schwenzengast (1646–1723), Bildhauer